# Opdagelsen af Amerika
Opdagelsen af Amerika blev officielt tilskrevet den italienskfødte spanier Christoffer Columbus, der opdagede Amerika i 1492, da hans flagskib (Santa María) stødte på land. Columbus gik i land på en af de mange øer i Vestindien (som han kaldte det, på grund af hans fulde tro på, at det var den vestlige søvej til Indien, han havde fundet).
Columbus' opdagelse førte i årene derefter til europæisk kolonialisering af Nord- og Sydamerika.

## Oprindelig opdagelse
Det antages, at Amerika var det sidste kontinent (bortset fra Antarktis), der blev kolonialiseret af mennesker. De første mennesker på kontinentet kom fra Sibirien, da faldende vandstand i verdenshavene mellem 50.000 og 17.000 år siden muliggjorde vandring fra Sibirien til den nordøstlige del af Nordamerika i det område, der i dag udgør Alaska. I forbindelse med senere klimaforandringer kunne menneskene senere sprede sig ind i det nuværende Canada og længere sydpå.

## Norrøn opdagelse og kolonisering
De islandske sagaer indeholder flere beretninger om, at vikingen Leif den Lykkelige eller hans far Erik den Røde fandt vej til et nyt land, Vinland, der antages at være et område i Nordamerika. Der blev i 1960 fundet spor efter en norrøn bosættelse i L'Anse aux Meadows i Nordamerika, og i dag anses det for dokumenteret, at der i Nordamerika var mere eller mindre permanente norrøne bosættelser i Amerika. De norrøne bosættelser blev imidlertid forladt og efterlod ikke andet end arkæologiske spor og omtale i de islandske sagaer.

## Se ogå
- Nordboernes kolonisering af Nordamerika
- Vinlandskortet
- Amerikas oprindelige befolkning